# IC 5124
IC 5124 је лентикуларна галаксија у сазвјежђу Јарац која се налази на листи објеката дубоког неба у Индекс каталогу.
Деклинација објекта је - 22° 25' 36" а ректасцензија 21h 39m 55,2s. Привидна величина (магнитуда) објекта IC 5124 износи 15,5 а фотографска магнитуда 16,4. IC 5124 је још познат и под ознакама ESO 531-16, AM 2137-225, PGC 67127.